# Carl Barât
Carl Ashley Raphael Barât (Basingstoke, 6 de junio de 1978) es un músico británico, que fue líder del extinto grupo Dirty Pretty Things, y colidera junto a Pete Doherty la banda The Libertines. También es líder y vocalista de la banda Carl Barat and the Jackals.

## Biografía
Carl Barât nació en Basingstoke, Inglaterra en 6 de junio de 1978, y creció en la vecina Whitchurch, Inglaterra. Según una entrevista de septiembre de 2004, tiene ascendencia francesa, polaca y rusa. Otras fuentes mencionan los orígenes españoles de Barât. Sus padres se divorciaron cuando él tenía 6 años, y dividió su juventud entre su padre, Colin, trabajador de una fábrica de armamento y su madre, Chrissie, que formaba parte de una comuna y de organizaciones pacifistas. Pasó gran parte de su infancia en una comuna de Somerset. Tiene una hermana, Lucie Barât, una actriz reconvertida en cantante, que interpretó a una criada de Helena de Troya en la película Troya y es la cantante de The Fay Wrays, así como varios hermanastros. 
En 1996, estudiaba arte dramático en la Brunel University de Uxbridge. Estaba desilusionado con sus compañeros de clase pero se llevaba bien con una chica llamada Amy-Jo, que resultó ser la hermana de Pete Doherty. A través de Amy-Jo, Barât conoció a Doherty. En un principio, Barât odiaba a Doherty, que acostumbraba a ser maleducado e irreverente cuando conocía a las personas, pero con el tiempo desarrollaron una muy intensa amistad (que algunos han descrito como atracción sexual o amor) - los dos construyeron una visión mítica de la arcadia inglesa y "The Albion," un barco que zarpa hacia Arcadia y está ocupado por caballeros dickensianos y estraperlistas londinenses de clase baja. The Libertines se formaron posteriormente con el bajista John Hassall y el batería Gary Powell, con Barât y Doherty compartiendo la composición y la interpretación de las canciones (ejemplos de ello se pueden oír en casi cada canción).

## The Libertines
Alcanzarán un éxito inusitado con su disco debut "Up The Bracket", la banda se hizo rápidamente famosa por sus actuaciones volátiles, caracterizadas por compartir el micrófono casi románticamente con Doherty, y las peleas entre ambos miembros. Este paralelismo en su relación progresó de una forma disfuncional y abusiva, con Barât y Doherty siendo competitivos y posesivos entre ambos.
En 2003, tras numerosos problemas con las drogas, Doherty es expulsado por Barât. A pesar de no estar Doherty en la alineación de The Libertines, la Banda Partió de Gira Hacia Japón y realizaron su presentación en el Festival de Reading & Leeds donde se usó un guitarrista sustituto y John Hassall Hacia las partes de Doherty en algunas canciones, Pete Doherty al enterarse de que la banda había partido de gira sin él, se molestó y entró a robar al piso de Barât en el barrio de Mayfair, llevándose varios artículos: entre ellos una guitarra antigua y un premio NME.
Tras la sentencia, Doherty fue enviado dos meses a la cárcel, y se reconcilió por correspondencia con Barât, viniendo este a recogerle el día de su puesta en libertad.
Tras la disolución de la banda después de que se publicara su segundo disco "The Libertines", en febrero de 2004. Posteriormente Barât se involucró en diversos proyectos formando diversas bandas y una carrera en solitario, mientras que Pete Doherty formó The Babyshambles.
En marzo de 2010, The Libertines anunciaron que encabezarían el Festival Reading & Leeds, del que se hizo un documental llamado There Are No Innocent Bystanders mostrando los preparativos que realizó la banda para este festival.
Actualmente, está casado con Cornelia.

## Dirty Pretty Things
Tras deshacer The Libertines, Carl fundó "Dirty Pretty Things" con Gary Powell, el batería de The Libertines, Didz Hammond y Anthony Rossomando, que posteriormente se disolvió en 2008. Bajo esta formación salieron a la luz dos álbumes de estudio, Waterloo to Anywhere (2006) y Romance at Short Notice (2008).

## The Bottletop Band
Forma parte del supergrupo The Bottletop Band, junto a DrewMcConell (Babyshambles), Matt Helders (Baterista de The Arctic Monkeys) y Andy Nicholson (ex-bajista de The Arctic Monkeys) y Gruff Rhys (Super Furry Animals). Su primer sencillo, The Fall of Rome, fue publicado en diciembre del 2010.

## Carrera en solitario
El 4 de octubre de 2010 lanza su primer álbum en solitario, que lleva su propio nombre, Carl Barât (álbum). En él rompe con su línea hasta la fecha, siendo más introspectivo y diverso estilísticamente que sus trabajos anteriores.

## Escritor
En septiembre de 2010 publicó el libro Threepenny Memoir: The Lives Of A Libertine, donde narra sus vivencias en The Libertines y Dirty Pretty Things.
Su última actuación fue en el FIB, en España.